# Rossz tanár
A Rossz tanár (eredeti cím: Bad Teacher) 2011-es amerikai filmvígjáték, amelyet Jake Kasdan rendezett. A főszerepekben Cameron Diaz, Justin Timberlake, Lucy Punch, John Michael Higgins és Jason Segel látható.
A filmet 2011. június 24-én mutatta be a Columbia Pictures. Magyarországon 2011. augusztus 18-án debütált a mozikban.

## Cselekmény
Elizabeth Halsey csak heti négy órát dolgozik tanárként, hogy az esküvői előkészületekre koncentrálhasson, és azt tervezi, feladja tanári állását. Fényűző életmódját vőlegénye vagyonából finanszírozza. Amikor a férfi az anyja ösztönzésére véget vet a kapcsolatnak, Elizabeth-nek vissza kell térnie a tanári állásába. Célja, hogy minél hamarabb újra gazdag férjet találjon. Ezért mellnagyobbítást tervez, mert azt feltételezi, hogy ezzel összhangba kerül a jelenlegi szépségideállal. Következő célpontja Scott Delacorte helyettesítő tanár, aki gazdag családból származik. Mivel a volt barátnőjének is nagy mellei vannak, a lányt bátorítják a műtétre való vágyában. Ehhez a műtéthez közel 10 000 dollár szükséges.
Elizabeth egy diákjától megtudja, hogy minden évben autómosást tartanak, és hogy az előző évben több mint 6000 dollár gyűlt össze. Elizabeth autómosós akciója sikeres, viszont az iskolában elkövetett alkohol és marihuána visszaélések nem tetszenek a kötelességtudó és elkötelezett kolléganője, Amy számára. Közben Amy randizni kezd Scott-tal, és a helyzet a két nő között elmérgesedik. Eközben Russell sporttanár szemet vet Elizabeth-re. A lány azonban nem akar kapcsolatot vele, mert a férfi nem elég gazdag.
Amikor barátja és kollégája, Lynn Davies beszámol neki arról az iskolai prémiumról, amelyet az a tanár kap, akinek a legjobb osztályátlaga van a félévi vizsgán, megváltoztatja tanítási módszereit, amelyek addig főleg abból álltak, hogy hagyta a diákjait filmeket nézni, és intenzíven bekapcsolódik az iskolai tanításba. Elizabeth először elcsábítja Carl Halabit, aki a félévközi vizsgadolgozatok kiválasztásáért felelős, majd narkotikumot kever az italába, és így illegálisan megszerzi a dolgozatokat a vizsga előtt, hogy az osztálya a legmagasabb pontszámot érje el, és ő nyerje meg az iskola 5700 dolláros díját. Amy rájön, és feljelenti az igazgatónak, de később nem tudja bizonyítani, mert Elizabeth kompromittáló fényképekkel ráveszi a koronatanút, Halabit, hogy vonja vissza a vallomását. Hogy javítsa a Scott-tal való kapcsolat esélyeit, Elizabeth egy iskolai kiránduláson „száraz szexre” (szex teljesen felöltözve) csábítja, és a hangot Scott mobiltelefonján keresztül Amy mobilboxára közvetíti.
Amy kísérlete, hogy Elizabeth-et drogbirtoklás miatt elítéljék, kudarcba fullad. Ehelyett őt magát hamisan megvádolják kábítószer-birtoklással, és áthelyezik a Malcolm-X-gimnáziumba, a megye legrosszabb hírű iskolájába. Ennek következtében Scott látszólag véget vet a kapcsolatnak, és megkéri Elizabeth-et, hogy kezdjék újra. A lány azonban nem ad neki második esélyt, és a testnevelő tanár Russell és Elizabeth beszélgetése után megcsókolják egymást. A film azzal ér véget, hogy Elizabeth lesz az új tanácsadó.

## Szereplők
| Színész              | Szerep              | Magyar hang      |
| -------------------- | ------------------- | ---------------- |
| Cameron Diaz         | Elizabeth Halsey    | Für Anikó        |
| Justin Timberlake    | Scott Delacorte     | Szabó Máté       |
| Lucy Punch           | Amy Squirrel        | Oroszlán Szonja  |
| Jason Segel          | Russell Gettis      | Csőre Gábor      |
| Phyllis Smith        | Lynn Davies         | Börcsök Enikő    |
| John Michael Higgins | Wally Snur igazgató | Gyabronka József |
| Dave Allen           | Sandy Pinkus        | Rosta Sándor     |
| Jillian Armenante    | Ms. Pavicic         |                  |
| Matthew J. Evans     | Garrett Tiara       | Baráth István    |
| Kaitlyn Dever        | Sasha Abernathy     | Károlyi Lili     |
| Kathryn Newton       | Chase Rubin-Rossi   |                  |
| Molly Shannon        | Melody              |                  |
| Eric Stonestreet     | Kirk                | Törköly Levente  |
| Noah Munck           | Tristan             |                  |
| Finneas O’Connell    | Spencer             |                  |
| Thomas Lennon        | Carl Halabi         | Görög László     |
| Jeff Judah           | takarító            |                  |
| Nat Faxon            | Mark Pubich         | Anger Zsolt      |
| Stephanie Faracy     | Mrs. Pubich         | Győry Franciska  |
| David Paymer         | Dr. Vogel           | Forgács Gábor    |
| Christine Smith      | Danni               |                  |
| Paul Feig            | apa az autómosóban  |                  |
| Deirdre Lovejoy      | Sasha anyja         | Törtei Tünde     |
| Jerry Lambert        | Morgan apja         | Sipos Imre       |

## Fogadtatás
A Rotten Tomatoes oldalán 178 kritika alapján 44%-on áll, 5,3 pontot érve el a tízből. A Metacritic honlapján 47 pontot szerzett a százból, 38 kritika alapján. A CinemaScore oldalán átlagos minősítést kapott.

## Média
2011. október 18-án jelent meg Blu-rayen és DVD-n.

## Folytatás és televíziós sorozat
2013. június 20-án a Sony bejelentette, hogy dolgoznak a film második részén. A cég Justin Malent kérte fel a film megírására. Az első rész írói, Lee Eisenberg és Gene Stupnitsky producerek lettek. A Sony stúdió azt nyilatkozta: „tervezik, hogy Cameron Diaz szerepeljen a filmben, de még nem kötöttek vele szerződést”. A rendező ismét Jake Kasdan lett.
2013. május 23-án a CBS bejelentette, hogy televíziós sorozatot készít a film alapján. A sorozat 2014. április 24-én mutatkozott be. 2014. május 10-én a CBS törölte a műsorról, mindössze három epizód sugárzása után.

## Fordítás
- Ez a szócikk részben vagy egészben  a   Bad Teacher című német Wikipédia-szócikk fordításán alapul.  Az eredeti cikk szerkesztőit annak laptörténete sorolja fel. Ez a jelzés csupán a megfogalmazás eredetét és a szerzői jogokat jelzi, nem szolgál a cikkben szereplő információk forrásmegjelöléseként.